# 阿纳托利·马特维延科
阿纳托利·谢尔盖耶维奇·马特维延科（羅馬化：Anatolii Serhiiovych Matviienko；1953年3月22日—2020年5月22日），乌克兰政治人物，最高拉达议员。曾任克里米亚自治共和国部长会议主席、乌克兰总统秘书处副秘书长等职。

## 生平
1953年生于文尼察州别尔沙季。1975年毕业于利沃夫农业机械化学院，后回到家乡担任机械工程师。历任共青团伯沙德地委第一书记（1977年－1980年），共青团文尼察州委书记（1980年－1983年）、第二书记（1983年－1985年），乌克兰共青团中央委员会书记（1985年－1989年）、第一书记（1989年－1991年），乌克兰共产党中央委员会委员（1989年－1991年）。1990年当选乌克兰苏维埃社会主义共和国最高苏维埃代表、青年事务委员会主席。苏联解体后，担任乌克兰艺术促进基金会主席。1996年至1998年，任文尼察州州长。1996年2月参与创建人民民主黨，并当选主席。1998年当选最高拉达议员。1999年5月15日，在人民民主党第四次全国代表大会上自愿辞去主席职务。1999年12月，当选乌克兰共和党主席（2002年并入尤莉婭·季莫申科聯盟）。2005年4月，任克里米亚自治共和国部长会议主席，同年9月辞职。2005年11月至2006年5月，任乌克兰总统秘书处副秘书长。2006年代表我们的乌克兰联盟当选最高拉达议员。2014年代表彼得·波罗申科集团再次当选最高拉达议员。2020年5月22日逝世。2020年7月16日追授乌克兰自由勋章。